# 일인용 비디오 게임

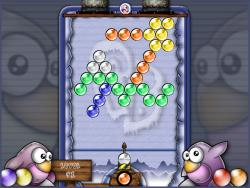
게임 프로즌 버블의 스크린샷

일인용 비디오 게임(single-player video game)은 게임플레이 내내 한 명의 플레이어로부터의 입력만이 예상되는 비디오 게임이다. 일반적으로 비디오 게임은 다인용 모드 외에도 한 명의 플레이어가 플레이하도록 설계된 일인용 모드를 포함하여 여러 게임 모드를 특징으로 할 수 있다.
대부분의 현대 콘솔 게임, PC 게임 및 아케이드 게임은 한 명의 플레이어가 플레이할 수 있도록 설계되었다. 이들 게임 중 많은 게임이 두 명 이상의 플레이어가 플레이할 수 있는 모드를 가지고 있지만(반드시 동시에 플레이하는 것은 아님), 실제로 게임을 플레이하는 데 한 명 이상의 플레이어가 필요한 경우는 거의 없다. 언리얼 토너먼트 시리즈가 그러한 예 중 하나이다.

## 역사
테니스 포 투 (1958), 스페이스워! (1962), 퐁 (비디오 게임) (1972)과 같은 초기 비디오 게임은 두 명의 플레이어가 플레이하도록 설계된 대칭형 게임이었다. 일인용 게임은 그 이후에야 인기를 얻었으며, 초기 타이틀로는 스피드 레이스 (1974)와 스페이스 인베이더 (1978)가 있었다.
래프 코스터에 따르면, 이러한 현상은 여러 요인의 조합 때문이었다. 즉, 비대칭 게임플레이, 협동 게임플레이 및 게임 프레임워크 내에서의 스토리 전달을 가능하게 하는 점점 더 정교한 컴퓨터와 인터페이스, 그리고 초기 게임 플레이어의 대다수가 마이어스-브릭스 성격 유형 지표에 따르면 내향적인 성격 유형이었다는 사실이 결합된 결과이다.
대부분의 현대 게임은 핵심 요소로 또는 여러 게임 모드 중 하나로 일인용 요소를 통합하고 있지만, 일인용 게임은 비디오 게임 산업에 의해 게임의 미래에 부수적인 것으로 간주되어 왔다. 일렉트로닉 아츠의 부사장 프랭크 기보(Frank Gibeau)는 2012년에 자신이 일인용 경험으로 개발될 게임을 승인한 적이 없다고 밝혔다.
일인용 AAA 게임의 재정적 생존 가능성 문제는 2017년 10월 일렉트로닉 아츠(EA)가 비서럴 게임스를 폐쇄한 후 제기되었다. 비서럴은 데드 스페이스로 강력한 서사 중심의 일인용 게임에 집중하여 명성을 쌓은 스튜디오였으며, 폐쇄 당시 일인용 선형 서사형 스타워즈 게임을 개발 중이었다. EA는 이후 이 게임을 다른 방향, 특히 "더 다양한 경험과 플레이어의 주도권을 허용하는 더 넓은 경험"으로 변경할 것이라고 발표했다. 많은 평론가들은 EA가 인기 있는 스타워즈 프랜차이즈를 기반으로 한 AAA급 예산의 스튜디오가 생존 가능한 일인용 게임을 제작할 수 있다는 확신이 없었기 때문에 이러한 변화를 주었다고 생각했다. 이와 함께, 주로 AAA 일인용 게임이었던 전년도 게임들(레지던트 이블 7, 프레이, 디스아너드 2, 데이어스 엑스: 맨카인드 디바이디드)의 상대적으로 저조한 판매 실적과 재정적으로 성공한 다인용 게임 및 서비스형 게임 모델을 제공하는 게임들(오버워치, 데스티니 가디언즈, 스타워즈: 배틀프론트 2)은 많은 이들에게 AAA의 일인용 모델이 쇠퇴하고 있다는 지표였다. 매스 이펙트 안드로메다의 게임플레이 디자인 작업을 마친 후 EA를 떠났던 맨비어 헤어(Manveer Heir)는 EA 내부의 문화가 일인용 게임 개발에 반대했으며, 비서럴의 폐쇄로 인해 "EA에서 선형 일인용 AAA 게임은 당분간 죽은 것이나 다름없다"고 인정했다. 베데스다 소프트웍스는 2017년 12월 7일, 일인용 게임을 살리기 위한 공익 광고를 시작하기 위해 린다 카터와 협력하기로 결정했다.
몇 년 뒤인 2021년, EA는 2020년 스타워즈 제다이: 오더의 몰락의 성공적인 출시 이후 일인용 게임에 대한 관심을 다시 보이기 시작했다는 보도가 있었다. 회사는 여전히 멀티플레이어 구성 요소를 포함한 라이브 서비스 게임을 출시할 계획이었지만, 데드 스페이스 프랜차이즈 리메이크와 같이 더 많은 일인용 타이틀을 되살리기 위해 자사의 IP 카탈로그를 평가하기 시작했다. 같은 시기에 엑스박스 게임 스튜디오 책임자 필 스펜서(Phil Spencer)는 시장의 재정적 동인이 라이브 서비스 게임인 경향이 있더라도 서사 중심의 일인용 게임을 위한 자리가 여전히 있다고 말했다. 스펜서는 AAA급 예산으로 그러한 게임을 개발하는 것이 위험할 수 있지만, 클라우드 게임 및 구독 서비스와 같은 서비스의 가용성 덕분에 출시 전에 이러한 게임에 대한 청중 반응을 조기에 측정하고 관련된 위험을 줄일 수 있다고 말했다.

## 게임 요소
일인용 게임 플레이의 서사와 갈등은 인간 상대방이 아닌 컴퓨터에 의해 생성되므로, 일인용 게임은 다인용 게임에서는 일반적으로 부재하거나 강조되지 않는 특정 게임 경험을 제공할 수 있다.

### 스토리
일인용 게임은 플레이어를 경험 속으로 끌어들이고 몰입감을 조성하기 위해 설득력 있는 스토리에 더 크게 의존한다. 인간은 예측 불가능하므로, 인간 플레이어(동맹이든 적이든)가 특정 방향으로 서사를 이끌어갈 것이라고 기대할 수 없으며, 따라서 다인용 게임은 선형적인 서사에 크게 집중하는 경향이 없다. 반대로 많은 일인용 게임은 설득력 있는 스토리를 중심으로 구성된다.

### 캐릭터
다인용 게임이 갈등과 동지애를 위해 인간 대 인간 상호작용에 의존하는 반면, 일인용 게임은 이러한 요소를 인위적으로 구축해야 한다. 따라서 일인용 게임은 플레이어와 공감할 수 있는 캐릭터 사이에 유대감을 형성하고 게임의 적대자에 대한 더 깊은 반감을 발전시키기 위해 논플레이어 캐릭터에 대한 더 깊은 특성화를 필요로 한다. 이는 롤플레잉 게임(RPG)에 일반적으로 해당된다. 예를 들어, 드래곤 퀘스트와 파이널 판타지 시리즈는 주로 캐릭터 중심이며 다른 설정을 가지고 있다.

### 예외
이러한 게임 요소들은 확고하게 정해진 규칙이 아니다. 테트리스와 같은 일인용 퍼즐 비디오 게임이나 경주 게임은 게임플레이에 전적으로 초점을 맞춘다.

## 같이 보기
- 대규모 다중 사용자 온라인 게임

## 참고 문헌
- Fullerton, Tracy (2014). 《Game Design Workshop: A Playcentric Approach to Creating Innovative Games》 3판. CRC Press. ISBN 978-1498785877. 2018년 1월 30일에 확인함.
- Mitra, Ananda (2010). 《Digital Games: Computers at Play》. Infobase Publishing. 24–39쪽. ISBN 978-0816067862. 2018년 1월 30일에 확인함.
- Perron, Bernard; Wolf, Mark J.P. (2014). 《The Routledge Companion to Video Game Studies》. Routledge. 253–256쪽. ISBN 978-1136290503. 2018년 1월 30일에 확인함.